# معركة سمولينسك (1941)
معركة سمولينسك الأولى (بالروسية: Смоленское сражение، نح: سمولينسك سراژينيي، بالألمانية: Kesselschlacht bei Smolensk، نح: كيسيلشلاخت باي سمولينسك أو مرجل سمولينسك) هي أولى المعارك الكبرى في إطار عملية بارباروسا كان لها أثرًأ سلبيًا على استمرارية تقدم القوات الألمانية داخل أراضي الاتحاد السوفيتي، ودارت في أنحاء مدينة سمولينسك الروسية واستمرت أحداثها طوال شهرين كاملين خلال الفترة ما بين 10 يوليو و10 سبتمبر 1941 على بعد 400 كم غرب العاصمة السوفيتية موسكو، وقبل هذه المعركة، كان الفيرماخت قد حقق تقدمًا فعليًا بطول 500 كم داخل حدود السوفيتية دون أي مقاومة تُذكر خلال الثمان عشر يومًا الأوائل من بداية الغزو الألماني في 22 يونيو.
وشارك في المعركة مجموعة الجيوش الوسطى والمجموعتان الثانية والثالثة بانزر من جانب الفيرماخت الألماني، بينما دفعت العسكرية السوڤيتية بجيوش الجبهات الغربية والاحتياطية والوسطى وفورونيج السوفيتية، ومع تقدّم مراحل القتال على الأرض، تمكنت القوات الألمانية من تطويق الجيوش السادسة عشر، والتاسعة عشر، والعشرون وسحقها، ومع ذلك تمكّنت أعدادًا بارزة من عناصر الجيشين التاسع عشر والعشرين من الفرار.
وعلى الرغم من النجاحات المؤقتة التي حققها الفيرماخت خلال المعركة، إلا أن الخسائر التي لحقت به سواءً كانت في العدد أو العتاد، علاوة على تعطّل الزحف صوب موسكو لشهرين كاملين، كان لها أشد الأثر في الهزيمة النكراء التي لحقت بالفيرماخت على يد الجيش الأحمر في نهاية معركة موسكو، بعد ثلاثة أشهر من معركة سمولينسك، وتحديدًا في ديسمبر من العام نفسه.

## طالع أيضًا
- معركة سمولينسك (1812)
- معركة سمولينسك (1943)

## الملاحظات
1. ↑  العدد المذكور للقوى العاملة على جبهة القتال دون احتساب الاحتياط.
2. ↑  بلغت خسائر مجموعة الجيوش الوسطى من الدبابات خلال الفترة ما بين 22 يونيو وحتى منتصف أغسطس قرابة 214 دبابة.[3]
3. ↑  بحسب التقديرات الألمانية، بينما أوردت المصادر السوڤيتية خسائر بشرية أثناء معركة سمولينسك خلال الفترة ما بين 10 يوليو وحتى 10 سبتمبر تُقدّر بنحو 759,974 فرد.[4][5]